# Cyclopecten catalinensis
Cyclopecten catalinensis is een tweekleppigensoort uit de familie van de Propeamussiidae. De wetenschappelijke naam van de soort is voor het eerst geldig gepubliceerd in 1931 door Willett.